# 巴克斯 (明尼蘇達州)
巴克斯（英語：Backus）是一個位於美國明尼蘇達州卡斯縣的城市。

## 人口
根據2020年美國人口普查的數據，巴克斯的面積為1.61平方千米，當中陸地面積為1.61平方千米，而水域面積為0.00平方千米。當地共有人口263人，而人口密度為每平方千米163人。